# Haut bas fragile
Haut bas fragile és una comèdia musical francesa de Jacques Rivette estrenada el 1995.

## Argument
És la història de tres joves dones a París en el transcurs de l'estiu de 1994. Cadascuna a la seva manera decidirà canviar el curs de la seva vida, tot amb cançons.